# Cantone di Saint-Claude (Guadalupa)
Il cantone di Saint-Claude era una divisione amministrativa dell'arrondissement di Basse-Terre, nel dipartimento d'oltremare della Guadalupa.
A seguito della riforma approvata con decreto del 24 febbraio 2014, che ha avuto attuazione dopo le elezioni dipartimentali del 2015, è stato soppresso.

## Composizione
Comprendeva il solo comune di Saint-Claude.